# 唐家沱站
唐家沱站位于重庆市江北区港城工业园区，渝怀铁路K30+152段，为重庆铁路枢纽主要的货运站。车站现有正线4条、到发线3条、货物线4条。主要到达货物为聚乙烯、钢铁、粮食、汽车配件，发送货物为汽车、盘条、饮料。本站和鱼嘴站共用一台调车机车。

## 概况
唐家沱站于2006年随渝怀铁路建成通车，当年11月起曾有重庆北-秀山慢车8609/10次在本站办理客运业务。2012年车站停办客运业务。
车站货场于2009年11月25日建成开通运营，总占地318亩，建成1座基本站台，2座货场仓库，4条到发线（含1条正线）、2条货物线，1条牵出线，货运办理能力设计为近期6240吨，远期达到29120吨。
唐家沱站作为重庆江北、渝北、北碚“三北”地区唯一的铁路货运枢纽，主要负责重庆铁路枢纽汽摩配件运输，承接代替了重庆东站、重庆南站的部分货运功能，将有力带动重庆“三北”地区的船舶、制造、汽摩配件等相关行业的发展。
作为渝利铁路和货车外绕线工程的一部分，车站于2012年开始扩建工程。改造后的唐家沱车站为7条到发线，于当年6月完工。
2013年9月30日本站至重庆北站区间实现复线化，当年年底本站至涪陵站实现复线化，同时渝利铁路建成通车。由于当时重庆北站北场尚未完工，经由渝利铁路的列车从重庆北站渝怀场经渝怀二线至唐家沱，再沿兴胡联络线至胡豆堡线路所，接入渝利正线。
2014年7月渝利货线（现兴胡联络线）及新井口嘉陵江特大桥开通，货物列车在通过本站经兴胡联络线直通兴隆场站，实现渝怀铁路重庆枢纽内客货分线运行。
2015年6月，车站开办铁路集装箱运输业务。